# Levamizol
| Levamizol |                                                                                  |
| |                                                                                  |
| |                                                                                  |
| IUPAC-név | (6S)-6-fenil-2,3,5,6-tetrahidroimidazo[2,1-b][1,3]tiazol                         |
| Kémiai azonosítók                                                                                               |                                                                                  |
| CAS-szám | 14769-73-4                                                                       |
| PubChem | 96024804                                                                         |
| ChemSpider | 25037                                                                            |
| EINECS-szám | 238-836-5                                                                        |
| DrugBank | DB00848                                                                          |
| KEGG | C07070                                                                           |
| ChEBI | 6432                                                                             |
| ATC kód | P02CE01                                                                          |
| Gyógyszer szabadnév                                                                                             | levamisole                                                                       |
| Gyógyszerkönyvi név                                                                                             | Levamisoli hydrochloridum                                                        |
| SMILES | C1CSC2=N[C@H](CN21)C3=CC=CC=C3                                                   |
| InChI | 1S/C11H12N2S/c1-2-4-9(5-3-1)10-8-13-6-7-14-11(13)12-10/h1-5,10H,6-8H2/t10-/m1/s1 |
| InChIKey | HLFSDGLLUJUHTE-SNVBAGLBSA-N                                                      |
| Beilstein | 4233256                                                                          |
| UNII | 2880D3468G                                                                       |
| ChEMBL | 1454                                                                             |
| Kémiai és fizikai tulajdonságok                                                                                 |                                                                                  |
| Kémiai képlet                                                                                                   | C11H12N2S                                                                        |
| Moláris tömeg                                                                                                   | 204,29 g/mol                                                                     |
| Sűrűség | 1,326 g/cm³                                                                      |
| Olvadáspont | 264,5 °C                                                                         |
| Forráspont | 344,382 °C                                                                       |
| Oldhatóság (vízben)                                                                                             | 1,44 g/l                                                                         |
| Oldószerei | oldódik metanolban, etanolban, propilénglikolban                                 |
| Törésmutató (nD)                                                                                                | 1,713                                                                            |
| Felületi feszültség                                                                                             | 54,1 dyne/cm                                                                     |
| Gőznyomás | 1,11×10−4 mmHg                                                                   |
| kH | 4,03×10−10 atm·m³/mol                                                            |
| Megoszlási hányados                                                                                             | 2,3                                                                              |
| Farmakokinetikai adatok                                                                                         |                                                                                  |
| Biológiai felezési idő                                                                                          | 5,6 óra                                                                          |
| Fehérjekötés | 20–25%                                                                           |
| Veszélyek |                                                                                  |
| R mondatok | R36/37/38                                                                        |
| S mondatok | S24/25                                                                           |
| Lobbanáspont | 162,076 °C                                                                       |
| LD50 | 40 mg/tskg (sertés, bőr alá) 180 mg/tskg (patkány, szájon át)                    |
| Ha másként nem jelöljük, az adatok az anyag standardállapotára (100 kPa) és 25 °C-os hőmérsékletre vonatkoznak. |                                                                                  |

A levamizol élősködő fonálférgek elleni gyógyszer. Optikailag aktív származékai más férgek ellen is hatásosak. Az állatorvoslásban is alkalmazzák sertés, marha, bárány, galamb gyógyítására.
Széles körben keverik kokainhoz annak meghamisítására. A levamizol mellékhatásaként fellépő agranulocitózis (lásd alább) az utcai drogárusítás/fogyasztás egyik leggyakoribb kísérő betegsége.
Korábban különböző típusú rák elleni kemoterápiában adjuváns (kiegészítő) szerként is használták, többek között a fluorouracil(en) hatásának növelésére. Ma már sokan kétségbe vonják rák elleni terápiás hatását.
Régóta folynak kísérletek reumás eredetű ízületi gyulladás (reumatoid artritisz) elleni használatára. A betegség elleni eredmények biztatóak, de a mellékhatások gátolják a bevezetést.
Kémiailag a levamizol a tetramizol balra forgató enantiomerje. Általában ebből állítják elő reszolválással (az enantiomerek szétválasztásával).

## Hatásmód
Az élősködő izmaiban található L-altípusú nikotinos acetilkolin receptor(en) α-alegységének agonistája. Hatására a hím férgek nem képesek a reprodukcióban részt vevő izmaikat kontrollálni, ami lecsökkenti párzási képességüket.
A levamizol a féreg testfalának izomzatában található két receptor egyikéhez kötődik, és az izmok túlzott összehúzásával bénulást, majd rendszerint halált okoz. Az izomösszehúzódás okozta testméretcsökkenéssel mérhető az egyes fajok levamizollal szembeni érzékenysége ill. ellenállása.
A levamizol rák elleni hatásmechanizmusa nem tisztázott. Reumatoid artritisz elleni hatása az immunrendszer serkentésén alapul (lásd alább).

## Hatása az immunrendszerre
Immunstimuláns hatása van, az immunrendszer állapotától függően hat a monocitákra, makrofágokra és T-limfocitákra. Visszaállítja a csökkent immunrendszer működését a normál szintre, de nem serkenti a fölé. Farmakokinetikai vizsgálatok valószínűsítik, hogy az immunrendszeri hatást nem maga a levamizol, hanem egy metabolitja, a 2-oxo-3-(2-merkapto-etil)-5-fenil-imidazolin fejti ki.
Halaknak adják injekció, etetés, fürdetés útján az immunrendszer javítására. Túladagolása a természetes immunrendszer károsodását okozza.
Hatását valószínűleg annak köszönheti, hogy utánozza a csecsemőmirigy egyik hormonjának, a timopoietin(en)nek a kémiai szerkezetét. Ez a hormon az immunrendszer számos komponensére kihatással van.

## Levamizol és kokain
A levamizolt szándékosan keverik a kokainhoz adalékanyagként („felütőanyag”-ként), mert egyrészt olcsóbb, másrészt elnyújtja a kokain hatását.
A levamizol aminorexre(en) bomlik le a szervezetben, melynek – különösen egyik származékának, a 4-metilaminorexnek(en) – az amfetaminhoz hasonló hatása van. A levamizol és az aminorex felezési ideje hosszabb a kokainénál (a levamizolé 5,6, a kokainé 1 óra). A kokain hatásának elmúltával e két anyag veszi át a szerepet, és nyújtja meg a kábító hatást.
A két együtt adott szer jellegzetes bőrelváltozásokat okozhat (cocaine-levamisole cutaneous vasculopathy syndrome, kokain-levamizol bőr-érbetegség szindróma), melyek a bőrbeli erek betegségének következményei. A kisebb területeknek éles, vörös határuk van, közepük az elhalt bőrtől fekete. A tünet előszeretettel jelenik meg a fülcimpákon, feltehetően azért, mert ott a bőr hőmérséklete egy kicsit alacsonyabb. A szindróma kezelésére még nincs konszenzusos terápia.
A levamizol nem mutatható ki a szervezetben a szokásos toxikológiai vizsgálatokkal, csak gáz- vagy folyadék-kromatográfia-tömegspektrometriával(en). A kimutatást nehezíti az is, hogy a levamizolnak csak kis része választódik ki a vizeletbe. Sok szerző ezért úgy véli, a levamizol kimutatása nem is feltétele a szindróma diagnózisának.
A levamizol-kokain okozta bőrbetegség kimutatható ANCA(en)-teszttel, de nehezen különböztethető meg a pozitív ANCA-tesztet mutató más eredetű érgyulladásoktól.

## Mellékhatások
Féreg ellen, egyszeri használatkor hányinger, hányás, hasi fájdalom, hasmenés, fejfájás fordulhat elő.
Tartós szedés esetén a három leggyakoribb mellékhatás az agranulocitózis, bőrkiütés és láz. Ezek (a többi, ritkább mellékhatással együtt) a kezelés abbahagyása után beavatkozás nélkül megszűnnek, így csak reumatoid artritisz elleni kezelés során alakulnak ki. (Rák ellen ma már ritkán alkalmazzák a levamizolt.)

### Agranulocitózis (szemcsés plazmájú fehérvérsejtek hiánya)
Az agranulocitózis a fehérvérsejtszám, azon belül a granulociták(en) kóros csökkenése a vérben, mely a nyálkahártyák fekélyesedésével jár. E mellékhatás miatt szűnt meg 2000-ben az USA-ban az emberi (rák elleni) alkalmazása. (Magyarországon féreg ellen továbbra is forgalomban van levamizol-tartalmú készítmény.)

## Adagolás bélféreg ellen
Egyetlen adagot kell bevenni; ismételni csak orvosi utasításra szabad. Gyermekek és felnőttek egyaránt szedhetik. Este célszerű bevenni kevés vízzel. Felnőttek esetén az adag 150 mg. A beszedés előtt és után 24 órán keresztül nem szabad alkoholt fogyasztani. Néhány gyógyszerrel a levamizol kölcsönhatásba léphet, ezért az orvosnak minden szedett gyógyszerről tudnia kell.
A bevétel után hányinger, hányás, hasi fájdalom, hasmenés, fejfájás előfordulhat.
A gyógyszer csak az orvos határozott utasítására szedhető terhesség vagy szoptatás alatt.

## Veszélyek
|              | Egér | Nyúl | Pat- kány |
| ------------ | ---- | ---- | --------- |
| szájon át    | 210  | 700  | 480       |
| intravénásan | 22   | 15   | 24        |
| bőr alá      | 84   |      | 120       |
| hasfalba     | 43   |      |           |

## Készítmények
A nemzetközi gyógyszerkereskedelemben sokféle készítmény része önállóan és más gyógyszerrel kombinációban. A készítményekben eredeti formájában, hidroklorid-, foszfát- vagy rezinátsó formájában is előfordul.
Magyarországon:
- DECARIS 50 mg tabletta
- DECARIS 150 mg tabletta